# Ẩm thực Đức

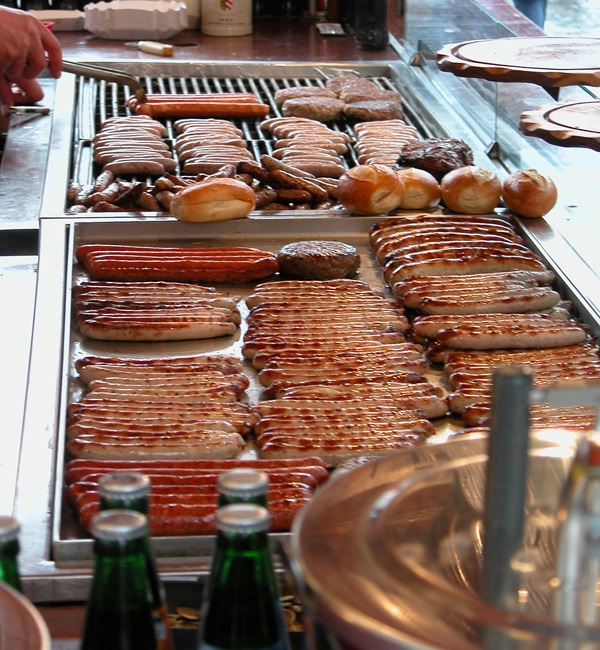
Bratwurst, xúc xích Đức, một món ăn đường phố phổ biến ở Đức

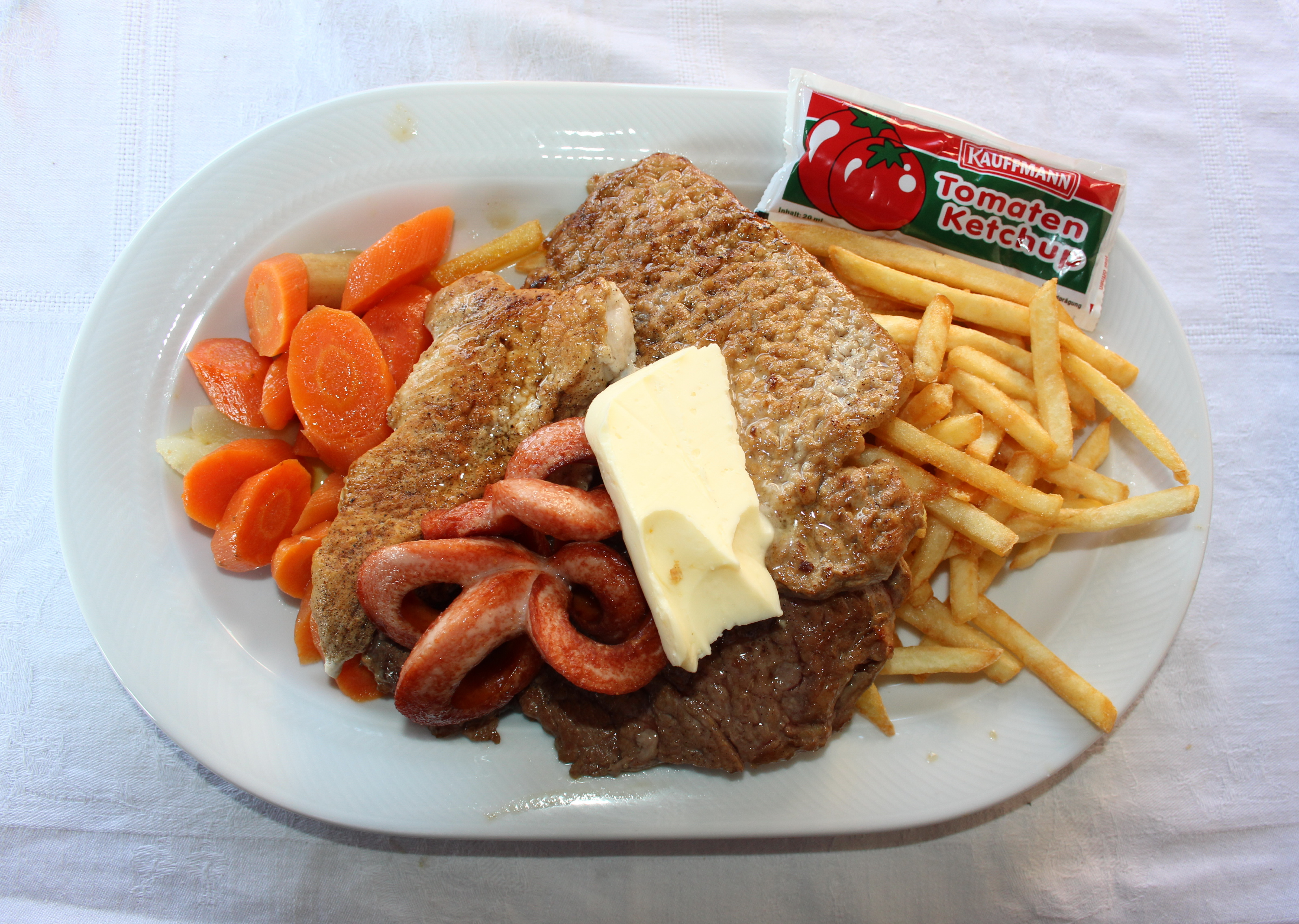
Một món thức ăn nhanh ở Đức

Ẩm thực Đức đã phát triển thành một nền ẩm thực quốc gia qua nhiều thế kỷ thay đổi xã hội và chính trị với các biến thể từ vùng này sang vùng khác. Ẩm thực ở Đức rất đa dạng và thay đổi tùy theo vùng. Các khu vực miền Nam nước Đức, trong đó có Bayern và lân cận là Schwaben, có rất nhiều món ăn tương đồng. Hơn nữa, dọc theo biên giới với Áo, người ta sẽ tìm thấy nhiều món ăn khác nhau. Tuy nhiên, các thành phần và các món ăn khác nhau theo vùng. Có nhiều món trong khu vực đã trở thành món ăn quốc tế, nhưng đã và được chế biến thành các biến thể rất khác nhau trong nước Đức ngày nay.

## Đặc trưng

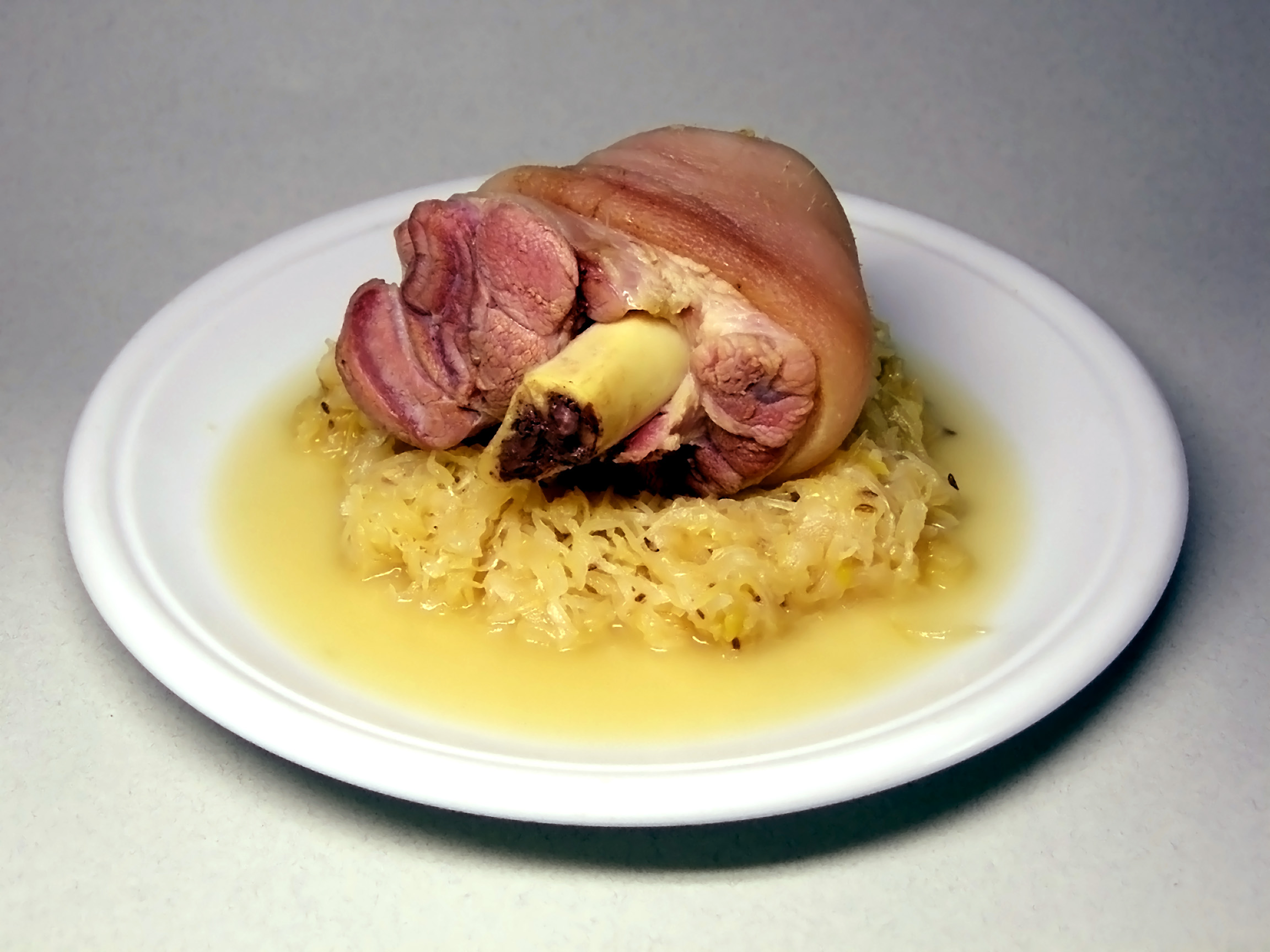
Giò heo và bắp cải muối.

Ẩm thực Đức nổi tiếng trước tiên là các món ăn "nặng" như giò heo hầm (Eisbein) với bắp cải ngâm chua (Sauerkraut). Ở phía nam người ta còn dùng nhiều mì sợi các loại. Các món ăn đặc sản còn có xúc xích trắng (Weißwurst) ở Bayern hay bao tử heo (Saumagen) ở vùng Pfalz. Ngoài ra người Đức rất yêu thích bia (cũng khác nhau tùy theo vùng) và rượu vang. Vì theo điều kiện khí hậu nên trồng và uống rượu vang phổ biến ở phía Tây và Nam của Đức nhiều hơn là ở phía Bắc và Đông. Ở Đức, haute cuisine, ngành ẩm thực cao cấp có chất lượng cao; Đức có nhiều nhà hàng được chấm 1 hay nhiều sao theo sự đánh giá của Michelin Guide năm 2013, chỉ sau Pháp.
Ở Đức có trên 1500 loại wurst (Xúc xích). Thịt lợn, thịt bò và gia cầm là những món thịt chính của thịt tiêu thụ ở Đức, thịt lợn là phổ biến nhất. Trung bình một người Đức tiêu thụ lên đến 61 kg (134 lb) thịt trong một năm. Trong số gia cầm, gà là phổ biến nhất, mặc dù vịt, ngỗng, gà tây cũng được tiêu thụ. Các món thịt khác, đặc biệt là heo rừng, thỏ, thịt nai và cũng là phổ biến rộng rãi trong cả năm. Cừu và dê cũng có sẵn, nhưng không được phổ biến.
Bữa ăn sáng của người Đức thường có Müsli với sữa, bánh mì với bơ, xúc xích, thịt nguội, phô mai hoặc các loại mứt. Bữa trưa là bữa ăn chính trong ngày và thường có các món ăn được nấu chín. Người Đức thường có thói quen ăn bữa trưa nóng và bữa tối lạnh. Bữa tối thường là bữa ăn nhẹ trong ngày và thường giống bữa sáng như có bánh mì, thịt nguội, pho mát, rau hoặc chỉ là bánh mì sandwich.
Những người ngoại quốc, đặc biệt là những người từ các vùng nói tiếng Anh, thường nhắc tới sauerkraut khi nói về thực phẩm Đức. Nói tới các món ăn Đức người ta thường nghĩ tới những món ăn "nặng", dễ làm đầy bụng, thường là các món ăn có nhiều thịt. Một phần vì nước Đức nằm hơi thiên về phía Bắc Âu, và hồi trước người ta cần phải nạp nhiều năng lượng vào mùa đông lạnh giá. Cho nên có những món chẳng hạn làm bằng khoai tây dễ no. Nước Đức cũng nổi tiếng là có nhiều loại bánh mì. Thịt được dùng nhiều nhất là thịt heo, điều này cũng tương tự với những nước ở xung quanh như Đan Mạch, Ba Lan, Bohemia, Slovakia, những nước ở Trung Âu.